# Coupe intercontinentale 1961
La Coupe intercontinentale 1961 est la deuxième édition de la Coupe intercontinentale de football. Elle oppose lors d'un match aller-retour le club portugais du Benfica Lisbonne, vainqueur de la Coupe des clubs champions européens 1960-1961, au club uruguayen du CA Peñarol, vainqueur de la Copa Libertadores 1961. Il s'agit de la première apparition du Benfica Lisbonne dans cette compétition tandis que le CA Peñarol en est à sa deuxième participation consécutive.
Le vainqueur est décidé selon le barème suivant : deux points pour une victoire, un point pour un match nul et zéro point pour une défaite. En cas d'égalité, un match d'appui est joué.
Le match aller se déroule à l'Estádio da Luz de Lisbonne, le 4 septembre 1961 devant 40 000 spectateurs et est arbitré par le Suisse Othmar Huber. Les Portugais s'imposent 1-0. Le match retour se déroule à l'Estadio Centenario de Montevideo, le 17 septembre 1961 devant 56 358 spectateurs. La rencontre arbitrée par l'Argentin Carlos Nai Foino est remporté par Peñarol sur le score de 5-0. Les deux clubs ayant le même nombre de points à l'issue de la double confrontation, un match d'appui est joué le 19 septembre 1961 à Montevideo, arbitré par José Luis Praddaude. Le CA Peñarol s'impose sur le score de 2-1 et remporte ainsi sa première coupe intercontinentale. En 2017, le Conseil de la FIFA a reconnu avec document officiel (de jure) tous les champions de la Coupe intercontinentale avec le titre officiel de clubs de football champions du monde, c'est-à-dire avec le titre de champions du monde FIFA, initialement attribué uniquement aux gagnantsles de la Coupe du monde des clubs FIFA.

## Feuilles de match
| Match aller      | Benfica Lisbonne | 1 - 0   | CA Peñarol | Estádio da Luz, Lisbonne                      |                                               |
| 4 septembre 1961 | Coluna 60e       | (0 – 0) |            | Spectateurs : 40 000 Arbitrage : Othmar Huber | Spectateurs : 40 000 Arbitrage : Othmar Huber |
| 4 septembre 1961 | (Rapport)        |         |            | Spectateurs : 40 000 Arbitrage : Othmar Huber | Spectateurs : 40 000 Arbitrage : Othmar Huber |

| Benfica | Peñarol |

| Benfica Lisbonne : |    |                          |
|                    |    |                          |
| G                  | 1  | Alberto da Costa Pereira |
| D                  | 2  | Ângelo Martins           |
| D                  | 3  | António Saraiva          |
| D                  | 4  | Mário João               |
| C                  | 5  | José Neto                |
| C                  | 6  | Fernando Cruz            |
| A                  | 7  | José Augusto             |
| A                  | 8  | Joaquim Santana          |
| A                  | 9  | José Águas               |
| A                  | 10 | Mário Coluna             |
| A                  | 11 | Domiciano Cavém          |
| Entraîneur :       |    |                          |
| Béla Guttmann      |    |                          |

| CA Peñarol :    |    |                      |
|                 |    |                      |
| G               | 1  | Luis Maidana         |
| D               | 2  | Edgardo González     |
| D               | 3  | William Martínez     |
| D               | 4  | Wálter Aguerre (de)  |
| D               | 5  | Néstor Gonçálves     |
| M               | 6  | Núber Cano (de)      |
| A               | 7  | Luis Alberto Cubilla |
| A               | 8  | Alberto Spencer      |
| A               | 9  | Ángel Rubén Cabrera  |
| A               | 10 | José Sasía           |
| A               | 11 | Ernesto Ledesma (en) |
| Entraîneur :    |    |                      |
| Roberto Scarone |    |                      |

| Match retour      | CA Peñarol                                        | 5 - 0   | Benfica Lisbonne | Estadio Centenario, Montevideo                    |                                                   |
| 17 septembre 1961 | Sasía 10e (pen.) · Joya 18e 28e · Spencer 42e 58e | (4 - 0) |                  | Spectateurs : 56 358 Arbitrage : Carlos Nai Foino | Spectateurs : 56 358 Arbitrage : Carlos Nai Foino |
| 17 septembre 1961 | (Rapport)                                         |         |                  | Spectateurs : 56 358 Arbitrage : Carlos Nai Foino | Spectateurs : 56 358 Arbitrage : Carlos Nai Foino |

| Peñarol | Benfica |

| CA Peñarol :    |    |                      |
|                 |    |                      |
| G               | 1  | Luis Maidana         |
| D               | 2  | William Martínez     |
| D               | 3  | Núber Cano (de)      |
| D               | 4  | Edgardo González     |
| D               | 5  | Néstor Gonçálves     |
| M               | 6  | Wálter Aguerre (de)  |
| A               | 7  | Luis Alberto Cubilla |
| A               | 8  | Ernesto Ledesma (en) |
| A               | 9  | José Sasía           |
| A               | 10 | Alberto Spencer      |
| A               | 11 | Juan Joya            |
| Entraîneur :    |    |                      |
| Roberto Scarone |    |                      |

| Benfica Lisbonne : |    |                          |
|                    |    |                          |
| G                  | 1  | Alberto da Costa Pereira |
| D                  | 2  | Ângelo Martins           |
| D                  | 3  | António Saraiva          |
| D                  | 4  | Mário João               |
| C                  | 5  | José Neto                |
| C                  | 6  | Fernando Cruz            |
| A                  | 7  | José Augusto             |
| A                  | 8  | Joaquim Santana          |
| A                  | 9  | António Mendes           |
| A                  | 10 | Mário Coluna             |
| A                  | 11 | Domiciano Cavém          |
| Entraîneur :       |    |                          |
| Béla Guttmann      |    |                          |

| Match d'appui     | CA Peñarol          | 2 - 1   | Benfica Lisbonne | Estadio Centenario, Montevideo                       |                                                      |
| 19 septembre 1961 | Sasía 5e 40e (pen.) | (2 - 1) | 35e Eusébio      | Spectateurs : 60 241 Arbitrage : José Luis Praddaude | Spectateurs : 60 241 Arbitrage : José Luis Praddaude |
| 19 septembre 1961 | (Rapport)           |         |                  | Spectateurs : 60 241 Arbitrage : José Luis Praddaude | Spectateurs : 60 241 Arbitrage : José Luis Praddaude |

| Peñarol | Benfica |

| CA Peñarol :    |    |                      |
|                 |    |                      |
| G               | 1  | Luis Maidana         |
| D               | 2  | William Martínez     |
| D               | 3  | Núber Cano (de)      |
| D               | 4  | Edgardo González     |
| D               | 5  | Néstor Gonçálves     |
| M               | 6  | Wálter Aguerre (de)  |
| A               | 7  | Luis Alberto Cubilla |
| A               | 8  | Ernesto Ledesma (en) |
| A               | 9  | José Sasía           |
| A               | 10 | Alberto Spencer      |
| A               | 11 | Juan Joya            |
| Entraîneur :    |    |                      |
| Roberto Scarone |    |                      |

| Benfica Lisbonne : |    |                          |
|                    |    |                          |
| G                  | 1  | Alberto da Costa Pereira |
| D                  | 2  | Ângelo Martins           |
| D                  | 3  | Humberto Fernandes       |
| D                  | 4  | Fernando Cruz            |
| C                  | 5  | José Neto                |
| C                  | 6  | Domiciano Cavém          |
| A                  | 7  | José Augusto             |
| A                  | 8  | Eusébio                  |
| A                  | 9  | José Águas               |
| A                  | 10 | Mário Coluna             |
| A                  | 11 | António Simões           |
| Entraîneur :       |    |                          |
| Béla Guttmann      |    |                          |